# Аюттхая (королівство)
Аюттхая, Аютая (тай. อาณาจักร อยุธยา, RTGS: Anachak Аюттхая, також Ayudhya, [ʔaːnaːtɕ͡àk ʔajúttʰajaː]) — місто та однойменне сіамське королівство, що існувало в 1351—1767.

## Назва
Назва Аюттхая походить з мови санскрит. Айодгйа — таку назву мала столиця давньоіндійської держави Кошала, батьківщини бога Рами, описаного у поемі «Рамаяна».

## Історія

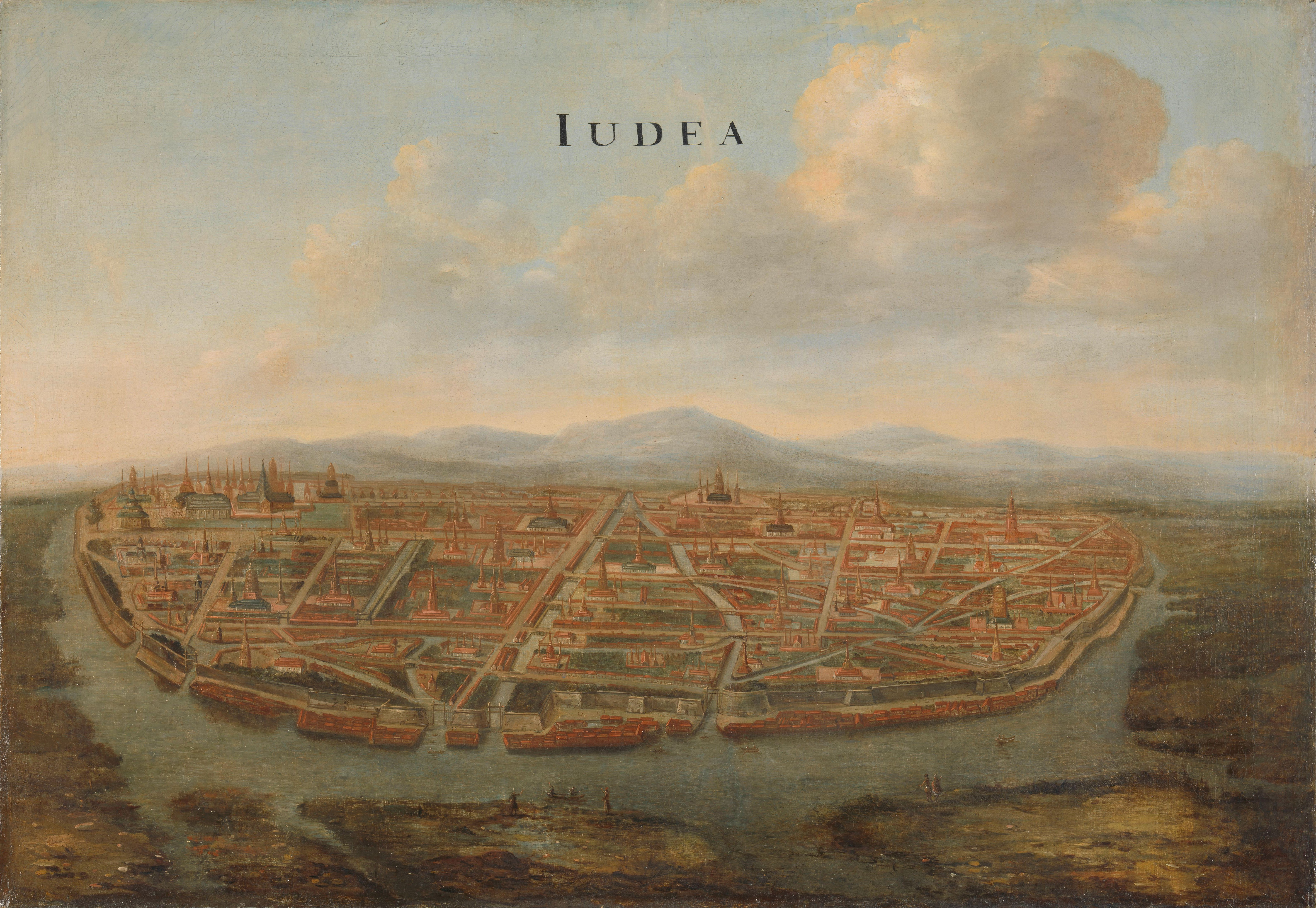
Голландська гравюра, що зображує Аюттхаю

Згідно з королівськими хроніками Аюттхая заснована у 1350 після того як сусіднє місто Лопбурі спустошила епідемія натуральної віспи. Король У Тон (Раматхібоді I) подорожував з військом і знайшов острів, оточений рисовими полями та річками, що давали вихід на море. Тут він заснував нову столицю.
У середині XV ст. королівство включало у себе майже всі території сучасного Таїланду. У 1685 році населення столиці досягає одного мільйона людей, що жили переважно на човнах у широкій системі каналів та річок. Для порівняння Лондон на той час мав удвічі менше населення.
За весь час Аюттхаєю правили 35 королів.
Основним конкурентом Аюттхаї була Бірма. За 417 років тайці відбили 23 бірманські навали. У 1767 році бірманці вторглися у королівство і зруйнували столицю, припинивши існування країни.

## Економіка

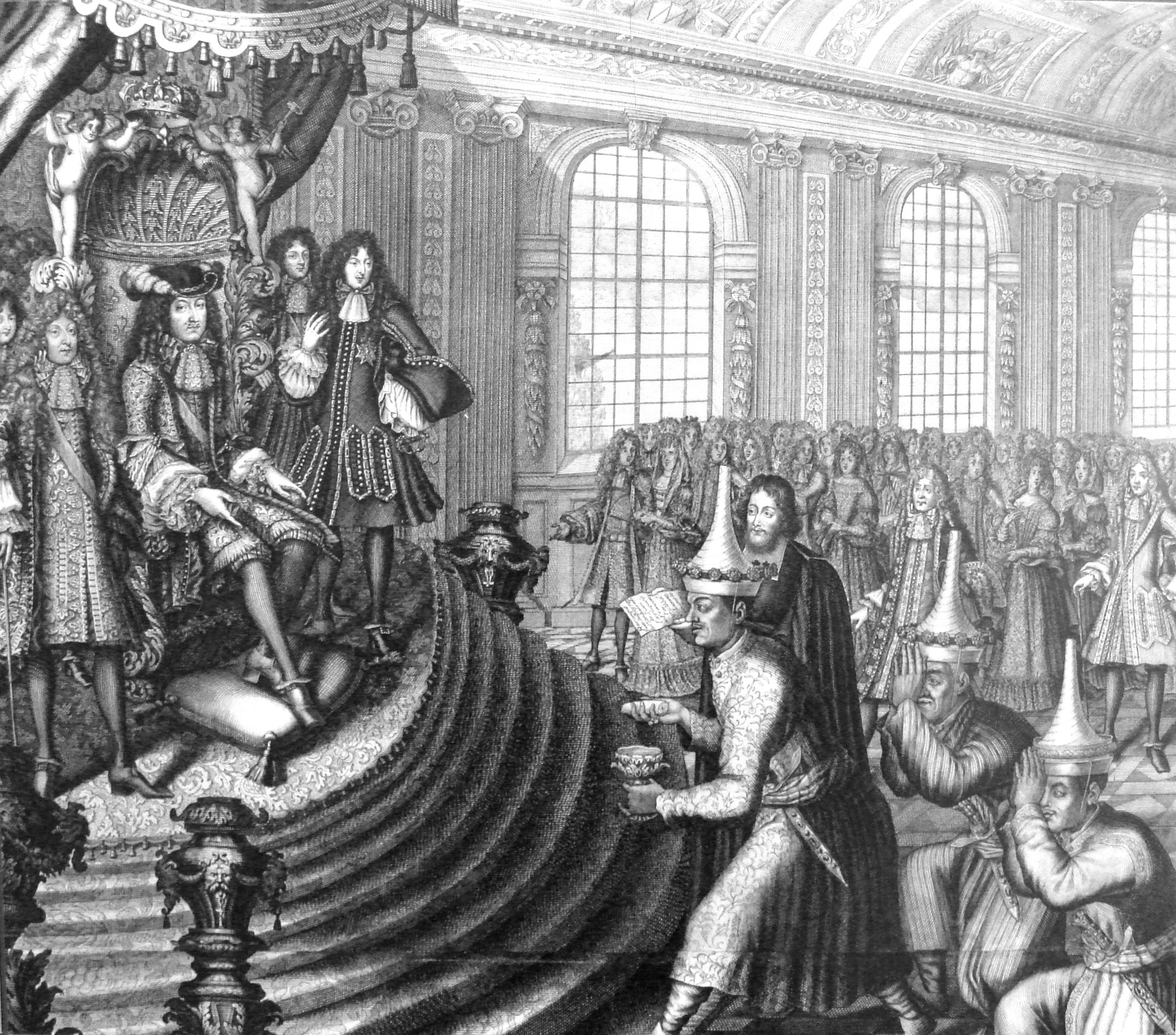
Тайське посольство до короля короля Франції Луї XIV

Аюттхая була дружньою стосовно іноземних торгівців, у тому числі китайців, в'єтнамців, індоаріїв, японців і персів, а пізніше португальців, іспанців, голландців і французів, що дозволило їм створити села поза стінами столиці, яка також називалася Аюттхая. У шістнадцятому сторіччі іноземні торгівці описували його як одне з найбільших і найбагатших міст на Сході.
Двір короля Нарая (1656—1688) мав тісні зв'язки з двором короля Франції Луї XIV, чиї посли порівнювали місто за розміром і багатством із Парижем.